# Kraljevi polk Škotske
Kraljevi polk Škotske (angleško The Royal Regiment of Scotland) je najbolj seniorni in edini škotski linijsko-pehotni polk Pehote Britanske kopenske vojske. 
Polk je bil ustanovljen leta 2006 z združitvijo šestih polkov, pri čemer ima polk trenutno pet regularnih in dva teritorialna bataljona; vsak bataljon nadaljuje tradicijo predhodnih polkov. Je v sestavi Škotske divizije.

## Zgodovina
1. bataljon nadaljuje tradicijo Kraljevih škotskih graničarjev, 2. bataljon 
Kraljevih visokogorskih fuzilirjev, 3. bataljon Črne straže, 4. bataljon Visokogorcev, 5. bataljon Visokogorcev Argylla in Sutherlanda, 6. bataljon 52. nižinskega polka in 7. bataljon nadaljuje tradicijo 51. visokogorskega polka.

## Organizacija
- poveljestvo polka - Edinburgh
- regularni bataljoni:

- 1. bataljon - Edinburgh
- 2. bataljon - Penicuik
- 3. bataljon - Fort George
- 4. bataljon - Fallingbostel (Nemčija)
- 5. bataljon - Canterbury

- teritorialna bataljona:

- 6. bataljon - Glasgow
- 7. bataljon - Perth